# Steinerne Brücke (Hadamar)
Die Steinerne Brücke ist eine im Jahr 1571 erbaute Brücke über den Elbbach in der ehemaligen nassauischen Residenzstadt Hadamar im hessischen Landkreis Limburg-Weilburg. Sie wird auch als Elbbachbrücke, Stadtbrücke oder Nepomukbrücke bezeichnet. Die Steinerne Brücke befindet sich in unmittelbarer Nähe zum Schloss. Sie besitzt heute nur noch lokale Verkehrsbedeutung. Sie ist dem heiligen Johannes Nepomuk geweiht, der in katholischen Gebieten als Schutzpatron der Brücken gilt.

## Beschreibung
Die Brücke verfügt über fünf unregelmäßige Bögen mit den von oberstrom gesehenen Breiten – von rechts nach links – 5,00 Meter, 6,50 Meter, 7,65 Meter, 9,25 Meter und 5,15 Meter. Die Pfeilerbreite schwankt zwischen 2,10 Meter und 3,65 Meter. Auf der Oberstromseite haben die Pfeiler halbrunde Vorköpfe mit einer Kanzel auf Höhe der Brüstung. Auf der Unterstromseite befinden sich halbrunde Vorköpfe, die bis zur Brüstungsoberkante reichen. Die Wangen sind mit Platten aus Schupbacher Marmor gedeckt. Die Fahrbahnbreite schwankt zwischen 2,93 und 3,95 Meter. Die Fahrbahn ist mit Naturstein gepflastert. Der höchste Punkt ist über dem zweiten Bogen von oberstrom gesehen rechts.
Auf der stromaufwärts weisenden Kanzel des zweiten Pfeilers steht eine Statue des Heiligen Nepomuk aus rotem Sandstein hinter einem schmiedeeisernen Gitter. Der Kopf der Figur wird von einem Kranz aus fünf Sternen umstrahlt und ist seit 1924 beleuchtet. Die Statue wurde von Martin Volk um 1740 geschaffen, einem der Hauptvertreter des Hadamarer Barocks.

## Geschichte

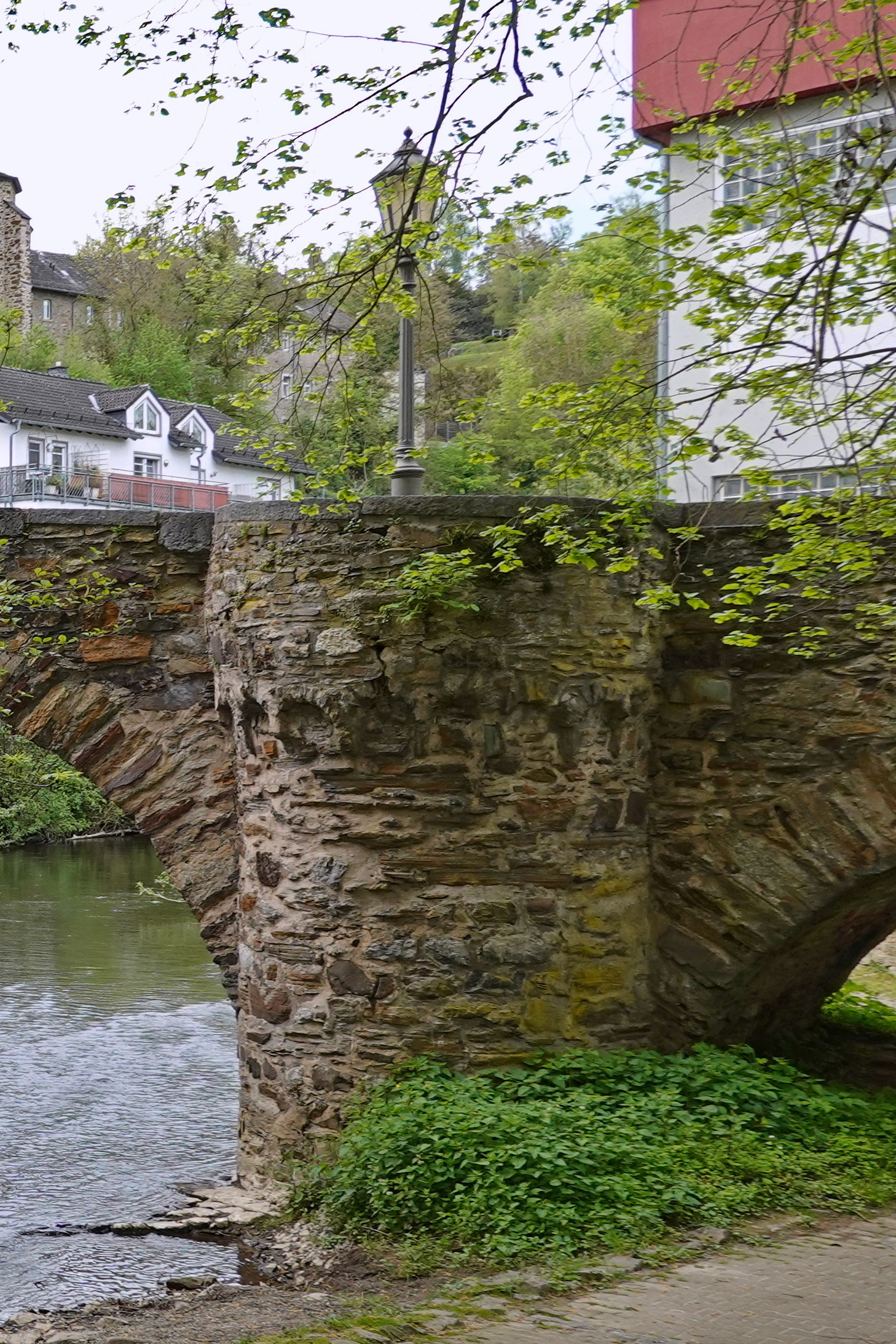
Rundbogenfries am vermutlich ältesten Teil der Brücke.

Die Steinerne Brücke geht auf eine ältere Furt an dieser Stelle zurück. Möglicherweise gab die Furt der Stadt ihren Namen. Der Name der Stadt wurde im Jahr 832 n. Chr. erstmals in einer karolingischen Tauschurkunde erwähnt. Er soll sich angeblich aus dem Germanischen herleiten, den Worten „hadu“ und „mar“, was so viel wie „umkämpfte Wasserstelle“ bedeutet. Die Bachquerung war Teil eines Handelswegs in Ost-West-Richtung
Das Baudatum der ersten Brücke an dieser Stelle ist unbekannt. Das älteste Bauteil, der vom Stadtkern gesehen zweite Pfeiler mit einem romanischen Bogenfries auf der Unterstromseite, dürfte bereits im 12. Jahrhundert errichtet wurden sein. Darauf deuten Reste eines Rundbogenfrieses hin. Die Uferabschnitte rund um die Brücke sanken ursprünglich wohl mit leichtem Gefälle zum Bachlauf und zur Furt ab. Erst nach dem Brückenbau wurde das Gelände aufgeschüttet und mit Stützmauern befestigt.
Im Jahr 1552 wurde die Brücke durch Hochwasser zerstört. Danach entstand eine Behelfsbrücke aus Holz. Erst 1571 konnte, nach Finanzierung durch Hofrat Georg Lorich, wieder eine Steinerne Brücke gebaut werden. Eine Steintafel am westlichen Brückenkopf weist ihn heute als Stifter aus, wobei die Stifterschaft eines anderen, gleichnamigen Mitglieds der Familie nicht auszuschließen ist.
Um 1760 stifteten vermutlich Jesuiten die Nepomukstatue. Am 2. Januar 1764 wurde die Brücke durch ein erneutes Hochwasser stark beschädigt und im Sommer des gleichen Jahres erneuert, wobei nahezu die gesamte Bausubstanz ausgetauscht wurde. Dabei verschwand auch das Wachhäuschen auf einer der beiden Kanzeln in der Mitte der Brücke. Im Jahr 1775 wurde am stadtabgewandten Ufer eine Brüstungsmauer errichtet, um Stürze von der Straße in den Bach zu verhindern. 1984/85 wurden umfangreiche Instandsetzungsarbeiten vorgenommen. 2006 erfolgten Erneuerungsarbeiten an der Brückenbrüstung.
Die Nepomukstatue wurde 1941 teilweise zerstört und 1945 wiederhergestellt. Ende Juli 2015 wurde sie nach einer mehrmonatigen, tiefgreifenden Restaurierung wieder auf der Brücke angebracht.